# ماثيو ستيفنز (دراج)
ماثيو ستيفنز (بالإنجليزية: Matthew Stephens)‏ مواليد 20 يناير 1970، هو دراج إنجليزي سابق في صنف سباق الدراجات على الطريق. سبق أن شارك في دورة الألعاب الأولمبية الصيفية.

## روابط خارجية
- ماثيو ستيفنز على موقع أرشيف الدراجات (الإنجليزية)
- ماثيو ستيفنز على موقع إحصائيات الدراجات الإحترافية (الإنجليزية)
- ماثيو ستيفنز على موقع أوليمبيديا (الإنجليزية)